# Церковь Воскресения Христова (Серафимович)
Церковь Воскресения Христова — старейшее каменное здание Серафимовича, заложенное в 1782 году и освящённое в 1787 году с приделом во имя Николая Чудотворца.

## История
Воскресенская церковь — первое каменное здание станицы Усть-Медведицкой (ныне город Серафимович). Строительство храма, ставшего значимым памятником архитектуры XVIII—XIX веков, началось в 1782 году, а освящение состоялось в 1787 году. Первоначально церковь имела придел во имя святителя Николая Чудотворца.
На протяжении XIX века храм неоднократно перестраивался и расширялся, что привело к сочетанию в его облике черт барокко, классицизма и эклектики. В 1811 году был пристроен северный придел во имя святых бессребреников Космы и Дамиана. Примерно в то же время с северной и южной сторон появились классицистические притворы, а к южной стене апсиды был пристроен дьяконник. В 1870-х годах была перестроена колокольня, завершения которой, стилизованные под архитектуру XVII века, отражают эстетику периода эклектики.
В 1848 году во дворе церкви был похоронен наказной атаман Войска Донского, генерал от кавалерии М. Г. Власов, скончавшийся от холеры. На его могиле был установлен памятник в виде колонны из чёрного мрамора, увенчанный бюстом.
Статус собора храм получил в 1912—1913 годах. Уроженец станицы, писатель Р. М. Крымов, в своём очерке 1915 года описывал Воскресенскую церковь как обширное здание с двумя алтарями, высокими узкими окнами и массивной серебряной люстрой, отмечая также особенный, «радостный» звон её колоколов.
Храм был действующим и в годы советской власти и был закрыт лишь 8 апреля 1940 года. Однако в 1943 году по настоянию монахинь богослужения были возобновлены, и 11 марта 1944 года храм вновь открыл свои двери для прихожан.
Один из колоколов храма, весом 7 пудов, отлитый в 1899 году и украшенный изображениями Казанской иконы Божией Матери и Иисуса Христа, долгое время находился в историческом музее, где его спасли от переплавки. Впоследствии колокол, как и многие старинные иконы (в том числе святителя Николая Чудотворца, Богородицы и Иисуса Христа), был возвращён в храм.

## Архитектурные особенности
Первоначально Воскресенский собор представлял собой типичную для донского зодчества композицию «восьмерик на четверике». Двусветный четверик переходит в восьмерик через трёхступенчатые тромпы. Восьмерик увенчан гранёным барабаном с фонариком и главкой. Четверик украшен барочными лучковыми карнизами.
План церкви вытянут по продольной оси запад-восток. Полукруглая апсида примыкает к основному объёму с востока. Трапезная, в отличие от более ранних храмов региона, увеличена (трёхосная), четырёхстолпная. Перекрытия трапезной выполнены в виде четырёхлотковых и полусомкнутых сводов. Поздние пристройки (южные апсиды, дьяконник) нарушили симметрию первоначального плана.

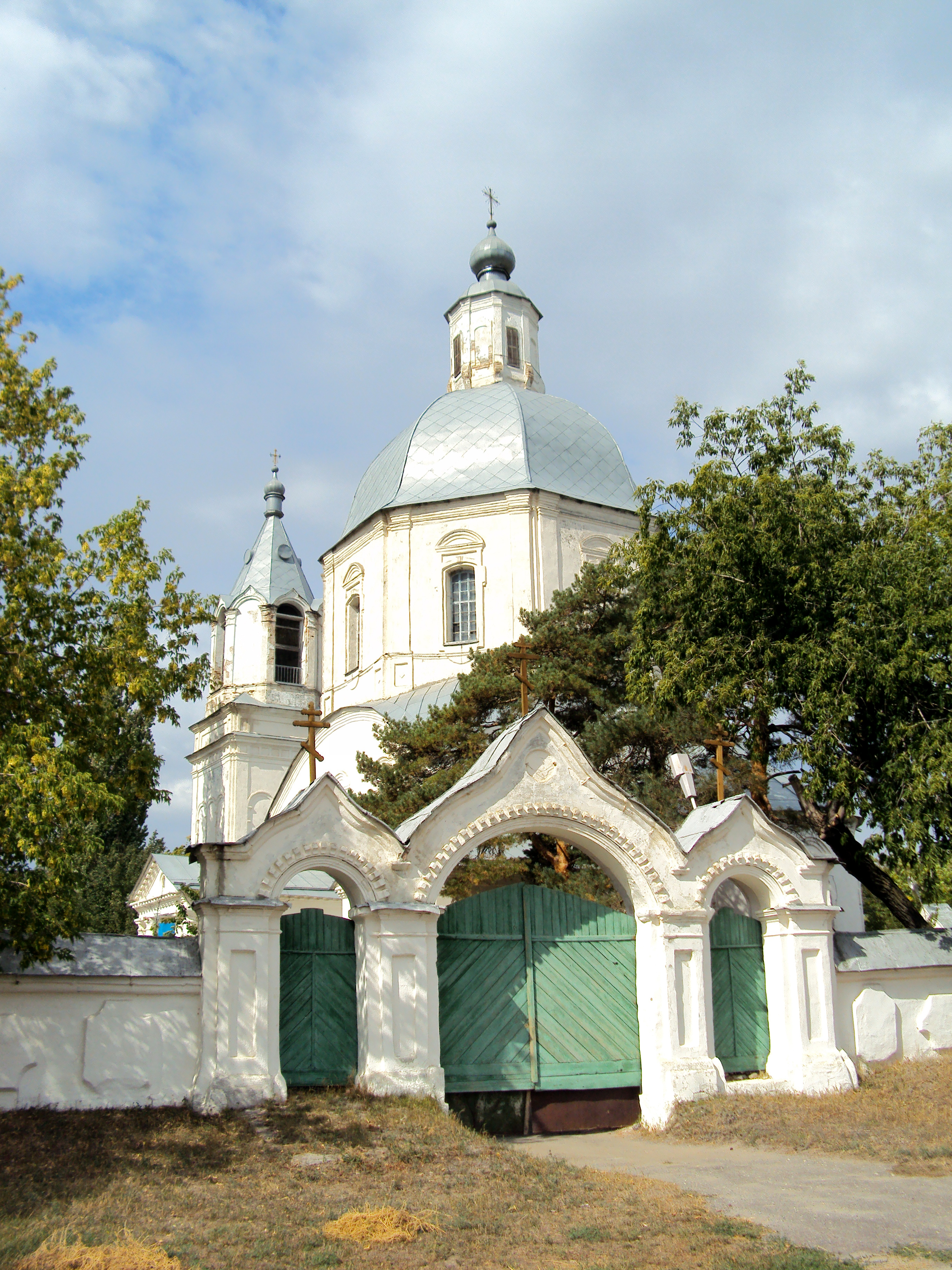
Ограда Воскресенской церкви

Территория храма окружена старинной оградой XVIII века с воротами, стилизованными под древнерусскую архитектуру.